# Noasca
Noasca là một đô thị ở tỉnh Torino trong vùng Piedmont, có vị trí cách khoảng 50 km về phía tây bắc của Torino. Tại thời điểm ngày 31 tháng 12 năm 2004, đô thị này có dân số 197 người và diện tích là 77,7 km².
Đô thị Noasca có các frazioni (các đơn vị trực thuộc, chủ yếu là các làng) Gera, Gere Eredi, Balmarossa, Jerner, Jamoinin, Pianchette, và Borno.
Noasca giáp các đô thị: Cogne, Valsavarenche, Locana, Ceresole Reale, Groscavallo, và Chialamberto.